# Kościół Wniebowzięcia Najświętszej Maryi Panny i św. Mikołaja w Gieczu
Kościół Wniebowzięcia Najświętszej Maryi Panny i św. Mikołaja w Gieczu – jeden z dwóch kościołów rzymskokatolickich we wsi Giecz, w powiecie średzkim. Należy do dekanatu kostrzyńskiego.
Świątynia mieści się na dawnym podgrodziu. Jest to budowla romańska z XII wieku. Mur ma grubość 110 centymetrów i jest oblicowany kostką granitową, na narożnikach kostką z piaskowca. Na licowaniu istnieją ślady ostrzenia i liczne nacięcia twardym, ostrym narzędziem. Podczas restauracji kościoła w 1951 roku i w latach następnych odkryto ślady świątyni z czasów przedromańskich, zniszczonej najazdem czeskim w 1039 roku i romańską mensę ołtarzową o wymiarach 150x116x130 cm, zbudowaną z siedmiu warstw ciosów kamiennych. We wnętrzu kościoła znajduje się późnogotycka kropielnica z piaskowca w formie kielicha liturgicznego i późnogotycka drewniana figura Madonny z Dzieciątkiem.